# Hānai
Pour les articles homonymes, voir Hanai.

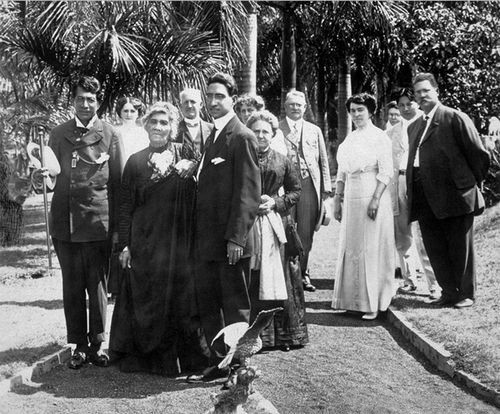
La reine Liliʻuokalani avec ses fils hānai Joseph Kaiponohea ʻAeʻa (à gauche) et John Aimoku Dominis ʻAeʻa (à droite) et ses amis (vers 1913).

Le hānai est un terme utilisé dans la culture hawaïenne qui fait référence à la pratique d'adoption informelle d'une personne par une autre. Il peut être utilisé comme un adjectif, tel que enfant hānai ou comme un verbe qui signifie, adopter quelqu'un dans la famille. Dans la culture hawaïenne, le hānai a toujours été une pratique d'une famille qui envoie son enfant dans une autre famille. Cela rend la recherche des origines généalogiques un peu plus compliquée.
Lorsque Winona Beamer (en) traite la question du hānai et de sa pertinence pour l'admission aux écoles Kamehameha (en), elle a une connaissance de première main de cette pratique, dans sa famille proche. Kaliko Beamer-Trapp est né en Angleterre, mais a émigré aux États-Unis avec sa mère biologique. Lorsque Beamer décide d'accueillir Kaliko, dans sa famille, c'est l'occasion d'une cérémonie spéciale hānai.
Au XIXe siècle, la reine Kapiʻolani et sa sœur Poʻomaikelani adoptent, dans la tradition du hānai, les trois fils de leur sœur Kekaulike. Kapiʻolani prend David Kawānanakoa (en) et Jonah Kūhiō Kalanianaʻole (en) tandis que Poʻomaikelani adopte Edward Abnel Keliʻiahonui (en).
D'autres cultures polynésiennes, telles que les Tahitiens et les Maoris, ont des pratiques d'adoption similaires.

## Source de la traduction
- (en) Cet article est partiellement ou en totalité issu de l’article de Wikipédia en anglais intitulé « Hānai » (voir la liste des auteurs).